# 岩崎書店
株式会社岩崎書店（いわさきしょてん）は、日本の出版社。岩崎徹太が1946年に創業した。
前身となる出版社慶応書房は1934年創業。児童図書十社の会、フォア文庫、ヤングアダルト出版会に参加している。大日本印刷丸善CHIホールディングスの特定子会社。
『モチモチの木』『花さき山』『ラヴ・ユー・フォーエバー』『りんごがひとつ』『しゅくだい』『はれときどきぶた』などで知られる。絵本・童話・児童文学や、ジュブナイル向け読みもの（ヤングアダルト小説）・個人全集・教科別シリーズ・画集、アーティストの詩集など、幅広い出版活動で、出版点数は1500点。
2016年、徹太の三男の岩崎弘明から引き継ぎ、孫で放送作家の岩崎夏海が社長に就任したが、2018年6月、代表取締役会長に就いていた岩崎弘明が再び社長を兼務する。
2021年1月1日、執行役員の小松崎敬子が、代表取締役社長に就任。岩崎弘明は退任し、顧問に就く。

## 主な出版物
- 「デルトラ・クエスト」シリーズ
- 「妖界ナビ・ルナ」シリーズ
- 「マリア探偵社」シリーズ（フォア文庫）
- 「ドラゴンラージャ」シリーズ
- 「しずくちゃん」シリーズ
- 「ペネロペ」シリーズ
- 「ドラゴン・スレイヤー・アカデミー」シリーズ
- 「グースバンプス」シリーズ
- 「ナイトメア・ルーム」シリーズ
- 「お江戸の百太郎」シリーズ
- 「ミニしかけえほん」シリーズ
- 「まひるのライオン」（作・寺村輝夫 絵・和歌山静子）
- 「ほねほねザウルス」シリーズ
- 「ようかいとりものちょう」シリーズ